# Zosia Karbowiak
Zosia Karbowiak (sinh ngày 15 tháng 10 năm 1980), còn được biết tới với nghệ danh ZoSia (viết cách điệu chữ "S"), là một nữ ca sĩ kiêm sáng tác nhạc người Ba Lan. Cô đã xuất hiện trên truyền hình của Ba Lan và Đan Mạch, đặc biệt là những buổi diễn tại Liên hoan ca khúc quốc gia Ba Lan vào năm 2009 và các vòng loại cấp quốc gia của Eurovision Song Contest 2010 và 2011. Từ năm 2004 đến 2008 cô đã biểu diễn hơn 300 buổi hòa nhạc. Album đầu tiên của cô tại châu Âu được phát hành vào năm 2007. Còn đĩa nhạc đầu tiên cô trên thị trường quốc tế, S.I.N.G. ra mắt vào năm 2009.

## Sự nghiệp
ZoSia Karbowiak có tên khai sinh là Zosia Zalewska, chào đời tại Ba Lan. Mặc dù chưa bao giờ được đào tạo âm nhạc bài bản, cô vẫn bộc lộ năng khiếu khi còn nhỏ và bắt đầu hát, chơi đàn piano và học chơi các nhạc cụ gõ. Trong những năm đầu sự nghiệp cô cực kỳ say mê nhạc cổ điển. Ở trường trung học, do không có bất kì bài học bài bản nào cho mình, cô bắt đầu tự mình phát triển các kĩ năng sáng tác và viết lời nhạc ở tuổi thiếu niên. Tiếp đó bắt đầu biểu diễn bossa nova và jazz trực tiếp trước khán giả.

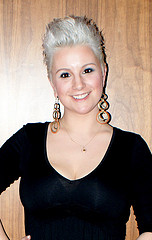
ZoSia at Eurovision

Năm ZoSia 16 tuổi, niềm say mê với piano của cô lại bùng cháy và cô dành sự chú trọng hơn vào nhạc pop và rock. Năm 19 tuổi, cô gia nhập một ban nhạc mới - nơi cô gặp gỡ người chồng tương lai là tay trống Tomek Karbowiak. Họ vừa biểu diễn, vừa bắt đầu hợp tác để cho ra đời những bản nhạc mới. Sau khi kết hôn và hạ sinh 3 người, cặp đôi chuyển đến Đan Mạch chơi vô số liveshow trong 5 năm rồi trở về Ba Lan nhưng vẫn tiếp tục thường xuyên đến Đan Mạch biểu diễn mỗi khi có dịp.
Tài năng của ZoSia trong thời gian này được khán giả quốc tế biết tới sau khi âm nhạc của cô được Jason Scheff, giọng ca tenor và tay bass của ban nhạc rock Chicago phát hiện ra. Trong chuyến đi tour của họ tại châu Âu vào năm 2008, Scheff cùng với Robert Lamm – người sáng lập Chicago đã gặp gỡ ZoSia và Tomek rồi đồng ý làm giám đốc sản xuất cho đĩa CD solo S.I.N.G. của cô.

## Danh sách đĩa nhạc
- Các bài hát trích từ S.I.N.G.
  - Sunny Day (Karbowiak)

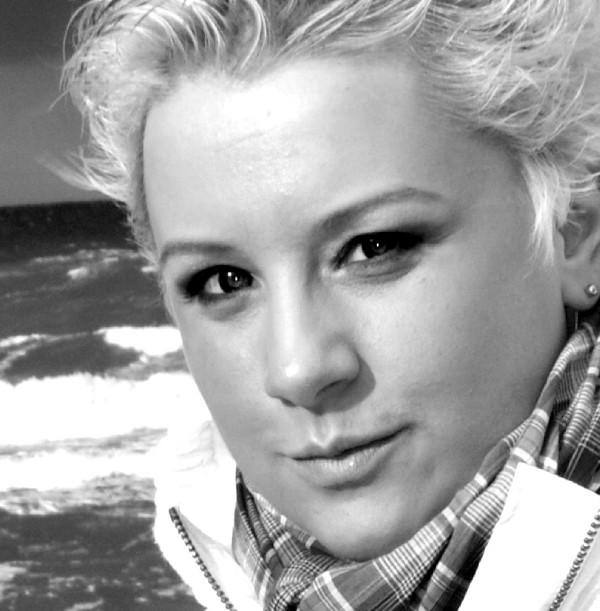
ZoSia tại bãi biển Unieście

  - Love Your Mistakes (Karbowiak/Bennett)
  - Moge (Karbowiak)
  - S.I.N.G. (Karbowiak)
  - When (Karbowiak/Bennett)
  - Full of Pride (Karbowiak)
  - Live your Life (Karbowiak)
  - Living On Earth (Karbowiak)
  - Written in My Heart (Karbowiak)
  - It's OK (Karbowiak/Bennett)
- Các bài hát trích từ Living Proof - đĩa CD solo của Robert Lamm
  - Arise (Lamm/Karbowiak)
  - Those Crazy Things (Lamm/Karbowiak)
  - Liquid Sky (Karbowiak/Lamm)
- Đĩa đơn 
  - ŚNIEGU PO PACHY (Chest High Snow) (Karbowiak)
  - TEN (Karbowiak)
- Walkin' On Air (Contante & Sonante 2017) 
  - "Show Me A Sign" (Hank Easton) song ca cùng Warren Wiebe; trong track còn đề tên Tomi Malm chơi keyboards và các nhạc công Lars-Erik Dahle, Lars Daugaard, Bernt Rune Stray, Eric Marienthal
  - "Favor" (Adahl/Malm) hợp tác với Frank Adahl hát chính, Malm chơi keyboard và Karbowiak đóng góp giọng hát bè cùng Adahl & Malm. Các nhạc công khác gồm có Alex Al, Simon Phillips, Porty Malm, Jonas Lindeborg, Patrik Eriksson, Andreas Anderson, Jonas Wall & Magnus Wiklund
  - "Walkin' On Air" (Kavan/Malm) hợp tác với Jason Scheff hát chính và Karbowiak, Scheff, Langhoff & Malm hát bè với các nhạc công Vinnie Colaiuta, Dan Warner, Erik Marienthal, Patrik Eriksson & Mattias Lejdal
  - "Perfect Imperfection" với ca sĩ Jeff Pescetto & Tomi Malm chơi keyboard, Karbowiak, Percetto & Malm hát bè. Các nhạc công gồm có Robbie Buchanan, Neil Stubenhaus, John JR Robinson, Bernt Rune Stray, Brandon Fields & Patrik Eriksson.